# Ubaldo Oppi
Ubaldo Oppi  (Bologne, 1889 - Vicence, 1942) est un peintre italien de la première moitié du XXe siècle.

## Biographie
Fils d'un marchand, il s'installe à Vicence. Il voyage beaucoup à l'étranger. La rencontre de Gustav Klimt aux Beaux-Arts de Vienne (1907) est cruciale pour sa formation. À Paris, il rencontre Amedeo Modigliani. Plus tard, il s'installe à Venise.
Pendant les années 1920, il se consacre aux mouvements culturels visant la récupération de la tradition nationale de la peinture des XVe et XVIe siècles. À ce titre, il est l'un des initiateurs du groupe Novecento. Formé à Milan en 1922, il tient en mars 1923 sa première exposition. Lors de la Biennale de Venise de 1924, il s'en détache pourtant. Pendant quelques années, il réalise une sorte de programme classique qui évoque parfois la Nouvelle Objectivité allemande (Portrait de Laura Oppi, 1924). À partir de 1925, il se consacre presque exclusivement à des thèmes religieux et devient fresquiste.

## Œuvres
- Figures in a Bar, vers 1913.
- Le donne degli operai, 1914.
- La Fabrique au dimanche, 1919.
- Donna alla finestra, 1921.
- Portrait de Laura Oppi, 1924.
- Il figlio dell'armatore, 1925.

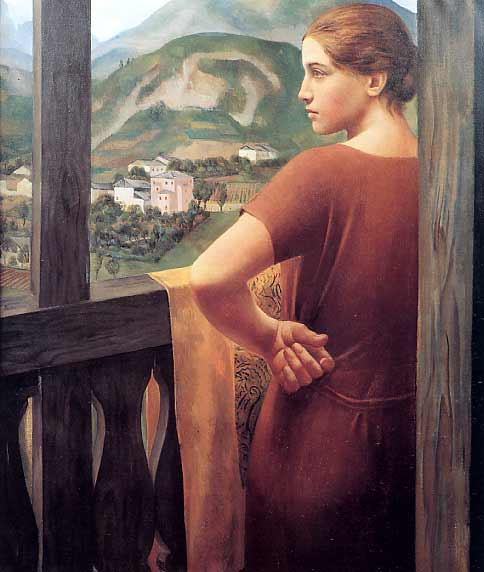
Donna alla finestra (Femme à la fenêtre), 1921.

- Vie de saint François (1928), chapelle Saint-François du Campo Santo, Padoue.